# Konwój OB-213
OB-213 – aliancki konwój morski z okresu II wojny światowej z Liverpoolu do Ameryki Północnej. Pomimo eskorty konwój stracił dwa brytyjskie statki, które zostały storpedowane 18 września 1940 roku przez niemiecki okręt podwodny U-48. Największą stratą było zatopienie statku pasażerskiego „City of Benares”, na którego pokładzie zginęły m.in. ewakuowane do Kanady brytyjskie dzieci.

## Konwój i jego eskorta
W skład konwoju OB-213, zmierzającego z Wielkiej Brytanii do Ameryki Północnej  wchodziło 21 statków . Eskortę konwoju stanowiły trzy brytyjskie okręty: niszczyciel HMS „Winchelsea” (D46) i dwie korwety – HMS „Gladiolus” (K34) i HMS „Gloxinia” (K22) . Komodorem konwoju był kontradmirał Royal Navy w stanie spoczynku E.J.G. Mackinnon, zaokrętowany na zbudowanym w 1936 roku statku pasażerskim „City of Benares” (11 081 BRT) .

## Przebieg operacji

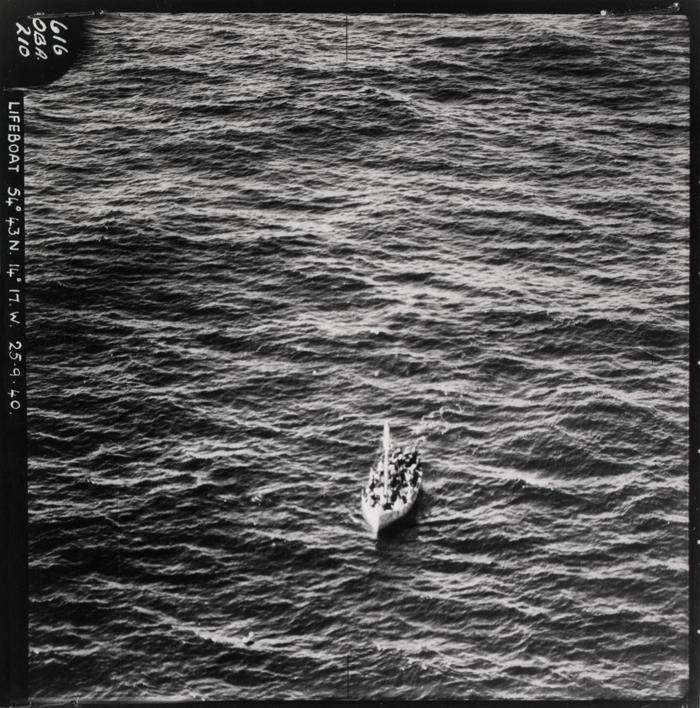
Łódź z rozbitkami z „City of Benares”

Konwój rozpoczął swój rejs w piątek, 13 września 1940 roku, opuszczając Liverpool i kierując się w stronę portów Ameryki Północnej  . 17 września konwój opuściły okręty eskorty, które dołączyły do konwoju HX-71  . Niemiecki okręt podwodny U-48, który mimo złej pogody wykrył konwój tego samego dnia, wykorzystał tę sytuację . W pierwszym ataku o godzinie 23:45 U-Boot wystrzelił w kierunku „City of Benares” dwie torpedy, jednak obie chybiły . Kolejna torpeda, wystrzelona już 18 września minutę po północy trafiła i spowodowała zatonięcie statku komodora na pozycji 56°43′N 21°15′W/56,716667 -21,250000 . Na pokładzie statku oprócz 207 członków załogi i dwóch artylerzystów przebywało także 191 pasażerów, w tym 90 dzieci ewakuowanych do Kanady . W katastrofie zginęło 119 członków załogi: komodor Mackinnon, kapitan statku, obaj artylerzyści i 134 pasażerów, w tym 77 dzieci  . Uratowani podjęci zostali następnego dnia po południu przez HMS „Hurricane” (H06). Wyjątkiem była łódź nr 12, wypatrzona na oceanie dopiero tydzień po tragedii (25 września) przez samolot. Do podjęcia rozbitków skierowany został HMS „Anthony” (H40). Okręt ten uratował wszystkie 46 osób będących pasażerami łodzi, wśród których byli członkowie załogi, 6 chłopców w wieku od 9 do 12 lat, dwoje ich opiekunów (w tym kobieta) i pasażer z „City of Benares” – Bohdan Nagórski.  
6 minut po trafieniu „City of Benares” U-48 wystrzelił ostatnią torpedę z dziobowej wyrzutni, która trafiła w zbudowany w 1935 roku brytyjski parowiec „Marina” (o pojemności 5088 BRT)  . Statek zatonął na pozycji 56°46′N 21°15′W/56,766667 -21,250000 tracąc dwóch członków załogi . O godzinie 0:27 U-Boot odpalił w kierunku zbiornikowca torpedę z wyrzutni rufowej, jednak statek zmienił kurs i uniknął trafienia . Okręt podwodny musiał oddalić się w celu załadowania torped i już nie odnalazł konwoju, który się rozproszył  .

## Podsumowanie
Liczący 21 statków handlowych i trzy okręty eskorty konwój OB-213 utracił dwie jednostki o łącznej pojemności 16 169 BRT („City of Benares” i „Marina”), które zostały zatopione przez U-48. U-Boot po ataku wycofał się nie odnosząc żadnych uszkodzeń . Katastrofa, w której zginęły ewakuowane dzieci, odbiła się szerokim echem w świecie. W Stanach Zjednoczonych wzywano do porzucenia neutralności i w badaniach opinii publicznej po raz pierwszy w społeczeństwie przeważać zaczęły głosy o potrzebie zaangażowania się w wojnę w Europie. W Rzeszy Joseph Goebbels ogłosił, że tragedii winny był Winston Churchill, który zaryzykował życie dzieci dla wciągnięcia Stanów Zjednoczonych do wojny. Katastrofie „City of Benares” była po części faktycznie winna Admiralicja, gdyż statek wykorzystany do ewakuacji dzieci płynął uzbrojony w działa, zaciemniony i w ramach konwoju, a jego rejs powinien być zgłoszony Niemcom. W wyniku śmierci przewożonych dzieci rząd brytyjski zrezygnował z ich dalszej ewakuacji do innych krajów.